# Santos Quispe
Santos Quispe Quispe (Achacachi, 26 de noviembre de 1982) es un médico, pedagogo y político boliviano. Es gobernador del departamento de La Paz electo por la alianza Jallalla La Paz y es líder del partido político Adelante Pueblo Unido (APU), que heredó de su padre, el dirigente campesino Felipe Quispe «el Mallku».

## Biografía
En 2014, junto con su padre Felipe Quispe "El Mallku", fundan el partido político Adelante Pueblo Unido (APU), sin embargo a dicho partido le faltaba personeria jurídica, para poder participar de las Elecciones subnacionales de Bolivia de 2021, por lo que el APU suscribió un acuerdo con Jallalla La Paz, y fue así que El Mallku se enfiló como candidato a la Gobernación de La Paz.
El 19 de enero de 2021, fallece su padre, por lo que posteriormente se decide que Santos Quispe reemplace a su padre como candidato electoral.

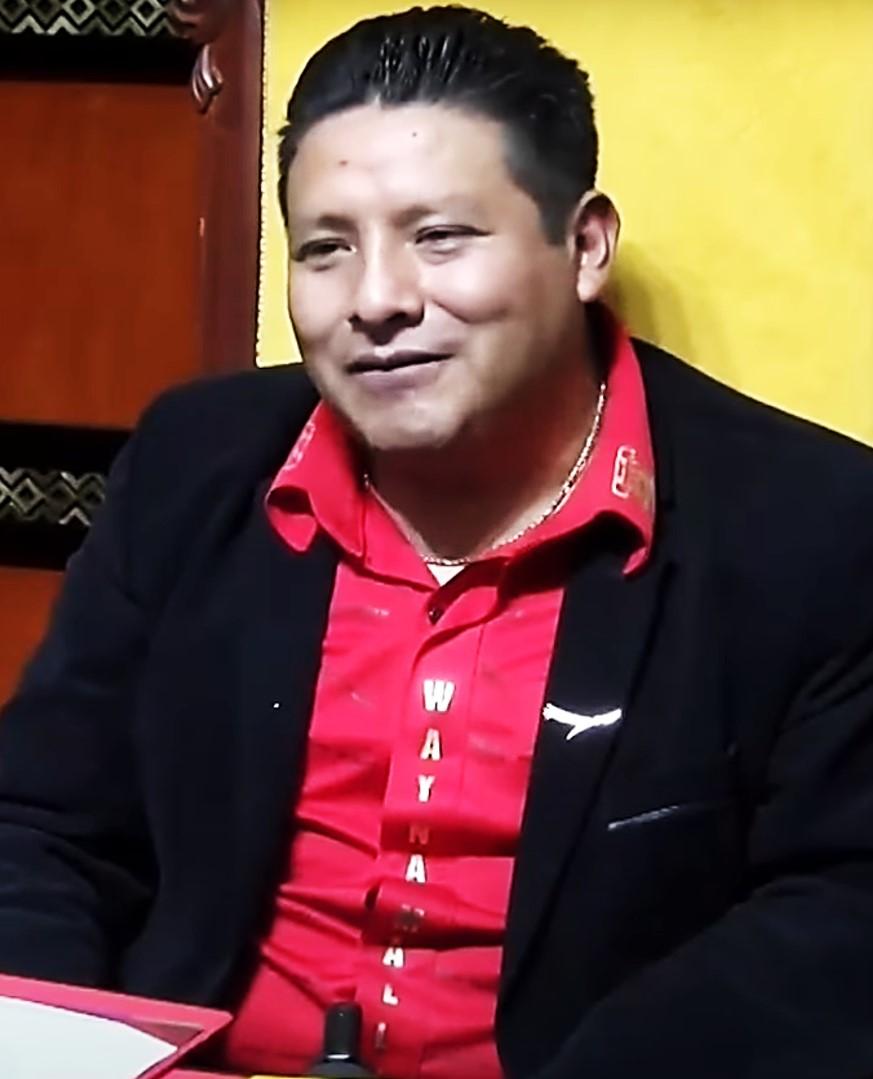
Gobernador del Departamento de La Paz Santos Quispe Quispe en agosto de 2025 a sus 42 años de edad.

El 3 de mayo de 2021, es electo Gobernador del Departamento de La Paz, tras ello se rompe la alianza con Jallalla La Paz, por conflictos internos con Leopoldo Chui, líder de la alianza Jallalla La Paz; por lo que Santos Quispe continua su vida política con Adelante Pueblo Unido (A.P.U.), la sigla que heredo de su padre Felipe Quispe.

## Gobernador del Departamento de La Paz (2021-presente)

### Gabinete Departamental
Un día después de su posesión, el  gobernador de La Paz Santos Quispe posesionó a su primer gabinete departamental el 4 de mayo de 2021 y el cual está compuesto por 10 secretarios. Santos Quispe solamente ratificó a 1 secretario  () perteneciente al anterior gabinete del gobernador Félix Patzi Paco.
En cuanto al género de su gabinete departamental, de los diez secretarios solamente 2 son mujeres y los restantes 8 son hombres.
| Secretaría                                                                   | Nombre                        | Periodo como Secretario o Secretaria         | Tiempo de Duración en el Cargo |
| ---------------------------------------------------------------------------- | ----------------------------- | -------------------------------------------- | ------------------------------ |
| Secretario General Departamental                                             | Gregorio Huanca Kilca         | 4 de mayo de 2021 - 25 de junio de 2021      | 1 mes y 21 días                |
| Secretario General Departamental                                             | Orlando Callisaya Copana      | 25 de junio de 2021 - Actualidad             | 4 años, 1 mes y 20 días        |
| Secretario Departamental de Economía y Finanzas                              | Nataly Siles Espinoza         | 4 de mayo de 2021 - Actualidad               | 4 años, 3 meses y 11 días      |
| Secretario Departamental de Planificación del Desarrollo                     | Ricardo Mamani Ortega         | 4 de mayo de 2021 - Actualidad               | 4 años, 3 meses y 11 días      |
| Secretario Departamental de Asuntos Jurídicos                                | Olivia Arratia Espinal        | 4 de mayo de 2021 - Actualidad               | 4 años, 3 meses y 11 días      |
| Secretario Departamental de Infraestructura Productiva y Obras Públicas      | Reynaldo Cussi Choque         | 4 de mayo de 2021 - Actualidad               | 4 años, 3 meses y 11 días      |
| Secretario Departamental de Desarrollo Económico y Transformación Industrial | Orlando Callisaya Copana      | 4 de mayo de 2021 - 25 de junio de 2021      | 1 mes y 21 días                |
| Secretario Departamental de Desarrollo Económico y Transformación Industrial | Gregorio Huanca Kilca         | 25 de junio de 2021 - Actualidad             | 4 años, 1 mes y 20 días        |
| Secretario Departamental de Minería Metalurgia e Hidrocarburos               | Juan Poma Puña                | 4 de mayo de 2021 - Actualidad               | 4 años, 3 meses y 11 días      |
| Secretario Departamental de Desarrollo Social y Comunitario                  | Zenón Quispe Fernández        | 4 de mayo de 2021 - Actualidad               | 4 años, 3 meses y 11 días      |
| Secretario Departamental de los Derechos de la Madre Tierra                  | Freddy Cruz Laura             | 4 de mayo de 2021 - Actualidad               | 4 años, 3 meses y 11 días      |
| Secretario Departamental de Turismo y Cultura                                | Leyla Carolina Castro Requena | 4 de mayo de 2021 - 13 de agosto de 2021     | 3 meses y 9 días               |
| Secretario Departamental de Turismo y Cultura                                | Justo Wilfredo Castro Olmos   | 13 de agosto de 2021 - 13 de febrero de 2022 | 6 meses                        |
| Secretario Departamental de Turismo y Cultura                                | Efraín Quenta Ticona          | 13 de febrero de 2022 - Actualidad           | 3 años, 6 meses y 2 días       |

### Directores Técnicos
| Instituciones Descentralizadas                               | Nombre del Director Técnico o la Directora Técnica | Periodo como Director o Directora          | Tiempo de Duración en el Cargo | Referencias |
| ------------------------------------------------------------ | -------------------------------------------------- | ------------------------------------------ | ------------------------------ | ----------- |
| Servicio Departamental de Salud (SEDES) de La Paz            | Maritza Huarachi Mamani                            | 11 de mayo de 2021 - 4 de agosto de 2021   | 2 meses y 24 días              | [ 7 ]       |
| Servicio Departamental de Salud (SEDES) de La Paz            | Mayber Lenin Aparicio Loayza                       | 4 de agosto de 2021 - Actualidad           | 4 años, 3 meses y 4 días       | [ 7 ]       |
| Servicio Departamental de Caminos (SEDCAM) de La Paz         | Leila Yessica Ibarra Larico                        | 11 de mayo de 2021 - 4 de agosto de 2021   | 2 meses y 24 días              | [ 8 ]       |
| Servicio Departamental de Caminos (SEDCAM) de La Paz         | Beimar Edson Mamani Villca                         | 4 de agosto de 2021 - 9 de febrero de 2022 | 6 meses y 5 días               | [ 9 ]       |
| Servicio Departamental de Caminos (SEDCAM) de La Paz         | Yordi Vincent Calle Salinas                        | 9 de febrero de 2022 - Actualidad          | 3 años, 6 meses y 6 días       | [ 10 ]      |
| Servicio Departamental de Deportes (SEDEDE) de La Paz        | Mario Illimuri Mamani                              | 11 de mayo de 2021 - 7 de julio de 2021    | 1 mes y 27 días                |             |
| Servicio Departamental de Deportes (SEDEDE) de La Paz        | Julio Iván Torrez Mujica                           | 7 de julio de 2021 - Actualidad            | 4 años, 1 mes y 8 días         |             |
| Servicio Departamental de Gestión Social (SEDEGES) de La Paz | Beatriz Churata Mamani                             | 11 de mayo de 2021 - Actualidad            | 4 años, 3 meses y 4 días       | [ 11 ]      |

### Subgobernadores
El subgobernador o la subgobernadora es el representante directo del gobernador en las provincias. A diferencia de los secretarios departamentales, en el caso de los subgobernadores provinciales, previamente el Gobernador debe coordinar y consensuar la designación del nuevo subgobernador con todos los municipios de cada una de las 20 provincias del Departamento de La Paz, pues los subgobernadores serán los encargados de coordinar los diferentes proyectos de desarrollo entre el poder ejecutivo departamental y los municipios.  
| Provincia            | Nombre del Subgobernador o Subgobernadora | Periodo como Subgobernador o Subgobernadora  | Tiempo de Duración en el Cargo | Referencias   |
| -------------------- | ----------------------------------------- | -------------------------------------------- | ------------------------------ | ------------- |
| José Manuel Pando    | Lorgia Catunta Machaca                    | 16 de mayo de 2021 - Actualidad              | 4 años, 2 meses y 30 días      | [ 7 ]         |
| Caranavi             | Félix Carita Mamani                       | 21 de mayo de 2021 - 11 de abril de 2022     | 10 meses y 21 días             |               |
| Caranavi             | Edwin Yampara Calle                       | 11 de abril de 2022 - Actualidad             | 3 años, 4 meses y 4 días       | [ 8 ]         |
| Nor Yungas           | César Romero Quispe                       | 22 de mayo de 2021 - Actualidad              | 4 años, 2 meses y 24 días      |               |
| Aroma                | Edson Condori Condori                     | 28 de mayo de 2021 - Actualidad              | 4 años, 2 meses y 18 días      | [ 11 ]        |
| Camacho              | Ercilia Acho Mamani                       | 2 de junio de 2021 - Actualidad              | 4 años, 2 meses y 13 días      | [ 12 ]        |
| Omasuyos             | Andrés Condori Aruquipa                   | 7 de junio de 2021 - 17 de junio de 2022     | 1 año y 10 días                | [ 13 ]        |
| Omasuyos             | Aurelio Juan Limachi Silvestre            | 17 de junio de 2022 - 7 de diciembre de 2022 | 5 meses y 20 días              |               |
| Abel Iturralde       | Rocío Giménez Melgar                      | 7 de junio de 2021 - Actualidad              | 4 años, 2 meses y 8 días       | [ 13 ]        |
| Franz Tamayo         | Adelio Edwin Ortiz                        | 7 de junio de 2021 - 11 de abril de 2022     | 10 meses y 4 días              | [ 13 ]        |
| Franz Tamayo         | Genoveva Espinoza Bascopé                 | 11 de abril de 2022 - 30 de junio de 2022    | 2 meses y 19 días              |               |
| Sud Yungas           | David Aro Quispe                          | 7 de junio de 2021 - Actualidad              | 4 años, 2 meses y 8 días       | [ 13 ]        |
| Los Andes            | Eraclea Mery Ajata Mamani                 | 7 de junio de 2021 - Actualidad              | 4 años, 2 meses y 8 días       | [ 13 ]        |
| Pacajes              | Eddy Sabino Callejas Maldonado            | 7 de junio de 2021 - Actualidad              | 4 años, 2 meses y 8 días       | [ 13 ]        |
| Inquisivi            | Roger Poca Ergueta                        | 7 de junio de 2021 - Actualidad              | 4 años, 2 meses y 8 días       | [ 13 ]        |
| Ildefonso Muñecas    | Miguel Mejía Paredes                      | 7 de junio de 2021 - Actualidad              | 4 años, 2 meses y 8 días       | [ 13 ]        |
| Manco Kapac          | Primitivo Avendaño Mamani                 | 7 de junio de 2021 - Actualidad              | 4 años, 2 meses y 8 días       | [ 13 ]        |
| Murillo              | Angélica Gonzáles Condori                 | 7 de junio de 2021 - Actualidad              | 4 años, 2 meses y 8 días       | [ 13 ]        |
| Bautista Saavedra    | Santiago Pedro Coarite Guzmán             | 10 de junio de 2021 - Actualidad             | 4 años, 2 meses y 5 días       | [ 14 ]        |
| Loayza               | Roberto Lobo                              | 15 de junio de 2021 - Actualidad             | 4 años y 2 meses               | [ 15 ]        |
| Gualberto Villarroel | Rafo Ramiro Tusco Felipe                  | 17 de junio de 2021 - Actualidad             | 4 años, 1 mes y 28 días        |               |
| Larecaja             | Macario Uturuncu Salto                    | 9 de julio de 2021 - Actualidad              | 4 años, 1 mes y 6 días         | [ 16 ] [ 17 ] |
| Ingavi               | Ruth Florencia Torres Mamani              | 1 de octubre de 2021 - Actualidad            | 3 años, 10 meses y 14 días     |               |

| Predecesor: Félix Patzi Paco | Gobernador del Departamento de La Paz 3 de mayo de 2021 - Actualidad | Sucesor: - |